# Triple formació amb gap alcista
Triple formació amb gap alcista (en anglès: Bullish Upside Gap Three Method) és un patró d'espelmes japoneses que, malgrat l'espelma negra llarga, indica continuïtat de la tendència alcista doncs l'espelma negra és solament una presa de beneficis.

## Criteri de reconeixement
1. La tendència prèvia és alcista
2. Es formen dues espelmes blanques, amb un fort gap alcista entre elles
3. Al tercer dia es forma una espelma negra llarga, que obra en el cos de l'anterior i omple el gap previ

## Explicació
Triple formació amb gap alcista és un patró que apareix enmig d'una tendència alcista. Les dues espelmes blanques indiquen que la tendència és alcista, i el fort gap evidencia que aquesta és forta. Tot i així el tercer dia s'obre per dessota de l'anterior i es forma un espelma negra, que omple el gap previ. Si la tendència anterior era fortament alcista i s'havia produït sobrecompra, la presa de beneficis que representa l'espelma negra llarga tan sols serà un intermedi en aquesta tendència. Una variant més potent d'aquest patró és la Faixa amb gap alcista, que no omple el gap i el converteix en un bon suport.

## Factors importants
És important comprovar que no es produeix un augment significatiu del volum en l'espelma blanca. Malgrat la força dels bulls i la presa de beneficis, es suggereix esperar l'endemà per confirmar la continuació de la tendència en forma d'espelma blanca amb tancament superior o obertura amb gap alcista.